# Harakiri (film 1919)
Harakiri o Madame Butterfly è un film muto tedesco diretto nel 1919 da Fritz Lang.

## Trama
Il daimyo Tokugawa è ambasciatore del Giappone in Occidente. Sua figlia O-Take-San rifiuta di diventare una geisha del tempio, come vorrebbe il bonzo che amministra il culto. Tokugawa deve farsi harakiri. La giovane fugge e si rifugia presso un ufficiale di marina danese di cui si innamora e da cui avrà un figlio. Purtroppo l'ufficiale la dimentica e si sposa con un'altra donna. O-Take-San si suiciderà seguendo, come il proprio padre, il costume giapponese.

## Produzione
Il film è stato prodotto dalla Decla.

### Soggetto
Il soggetto del film fu tratto dalla commedia Madame Butterfly di John Luther Long e David Belasco.

### Sceneggiatura
La commedia fu adattata da Max Jungk che scrisse il trattamento per il film.

### Riprese
Il film fu girato nell'intervallo di tempo fra la prima parte e la seconda del film Die Spinnen (I ragni). I costumi e gli accessori erano autentici, forniti dal Museo Etnografico diretto da I.F.G. Umlauff.

### Prima
La prima si ebbe il 18 dicembre 1919 alla Marmorhaus, un celebre cinema sul Kurfürstendamm, a Berlino.

## Critica
Der Kinematograph del 31 dicembre 1919 lo recensisce in modo molto favorevole, lodandone la regia. Sottolinea il fascino esotico del film e il valore culturale del contenuto volto a far scoprire allo spettatore usi e costumi del popolo giapponese. Descrive la festa in cui vengono sparsi fiori e la sfilata sul fiume delle barche illuminate, la casa in cui la protagonista trascorre i giorni del suo matrimonio con l'ufficiale europeo, definita come "una favola tra sogni fioriti".
Anche il Berliner Börsenzeitung del 21 dicembre 1919 commenta in modo positivo il film, affermando che "le scene ricordano preziose miniature" e che “gli esterni sono splendidi e di effetto eccezionalmente pittorico”.